# فحم بني

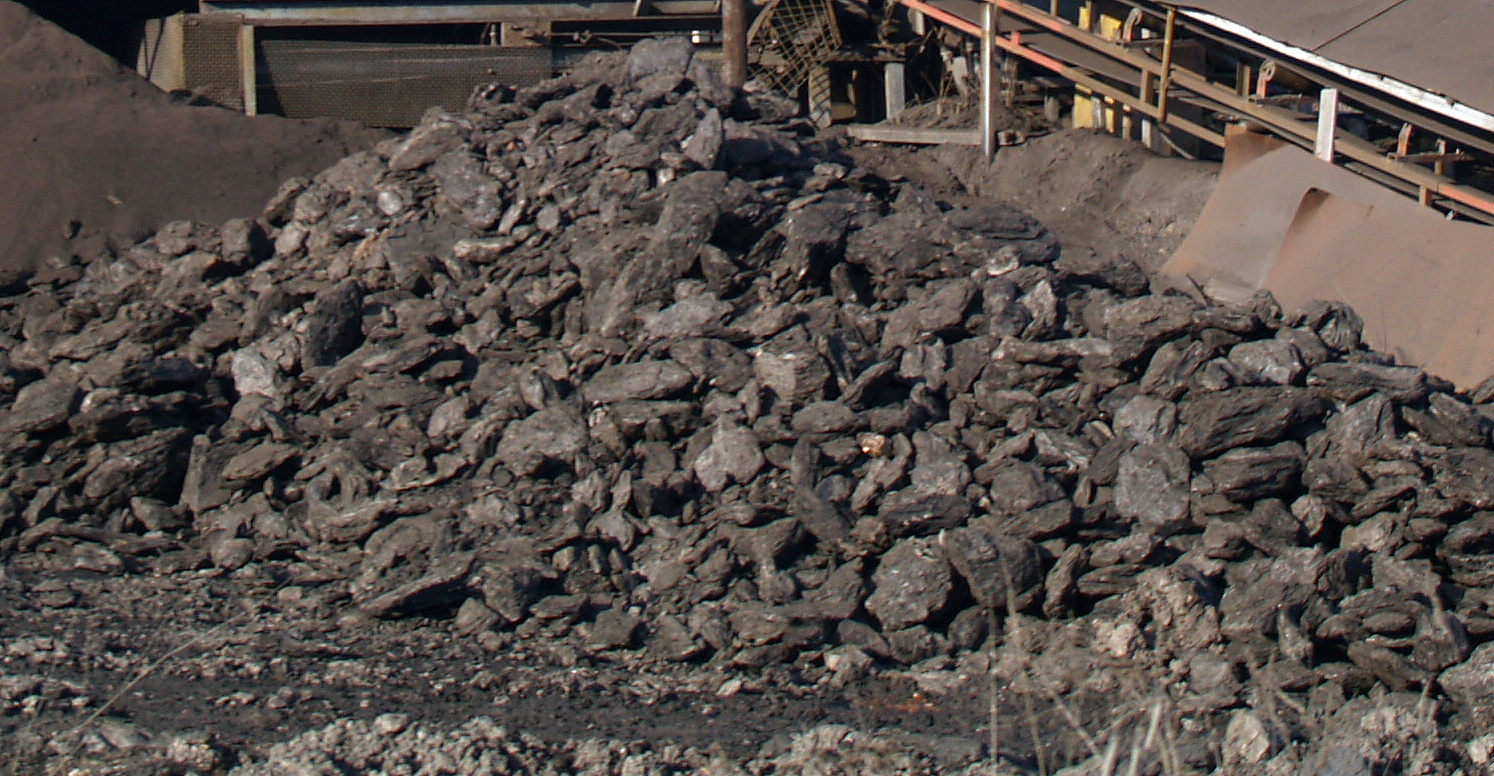
فحم اللجنيت

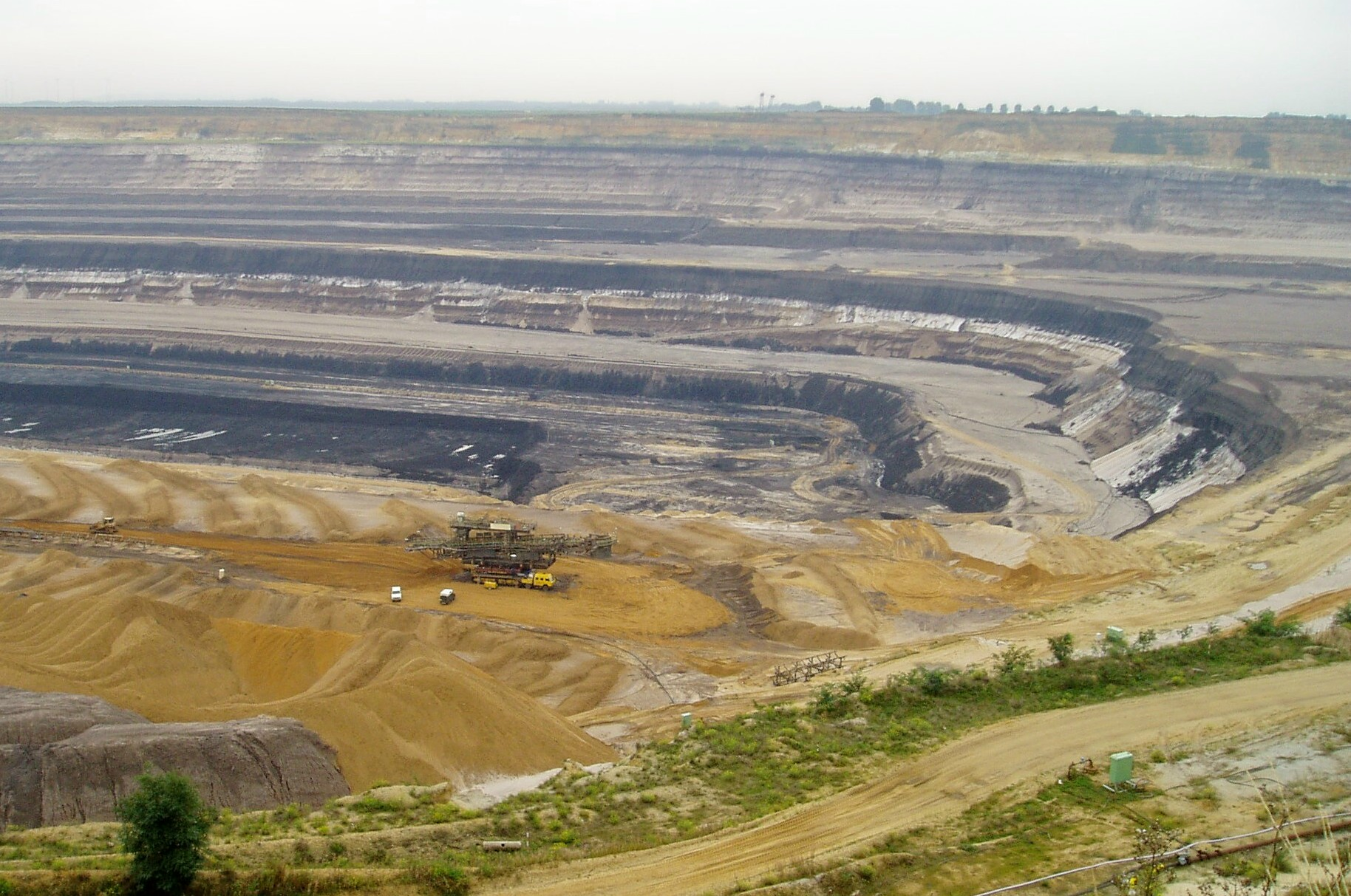
استخراج سطحي لفحم اللغنيت من منجم غارتزوايلر في ألمانيا.

الفحم البني أو اللّيجنيت أو الليغنيت أو الفحم الأسمر فحم بني كامد، من أنواع الفحم الحجري، وهو أقل جودة من الفحم الصلب، متوسط بين الخث والفحم القاري. لايستعمل عادة للوقود وإنما للتقطير لاستخراج المواد الطيارة منه والتي تستخدم في صناعة الأصبغة.
هو وقود كربوني، متوسط بين الخشب الصخري والفحم، نسيجه خشبي، ولهبه مدخن، ذو قيمة حرارية منخفضة.
تتكون من خث مضغوط بشكل طبيعي، ويعتبر أدنى درجة من الفحم بسبب محتواه الحراري المنخفض نسبياً، يصل محتوى الكربون لديه حوالي 60-70 في المئة. يتم تعدينه في جميع أنحاء العالم، ويستخدم بشكل حصري تقريبًا كوقود لتوليد الطاقة الكهربائية بالبخار، وهو الفحم الذي يعتبر أكثر إضرارا بالصحة.

## مميزات
اللجنايت ذو لون بني داكن وله محتوى كربون يتراوح بين 60 و 70 في المائة، ومحتوى رطوبة عالي أصيل يصل في بعض الأحيان إلى 75 في المائة،  ومحتوى رماد يتراوح بين 6 و 19 في المائة مقارنة بـ 6-12 في المائة ل الفحم القاري .

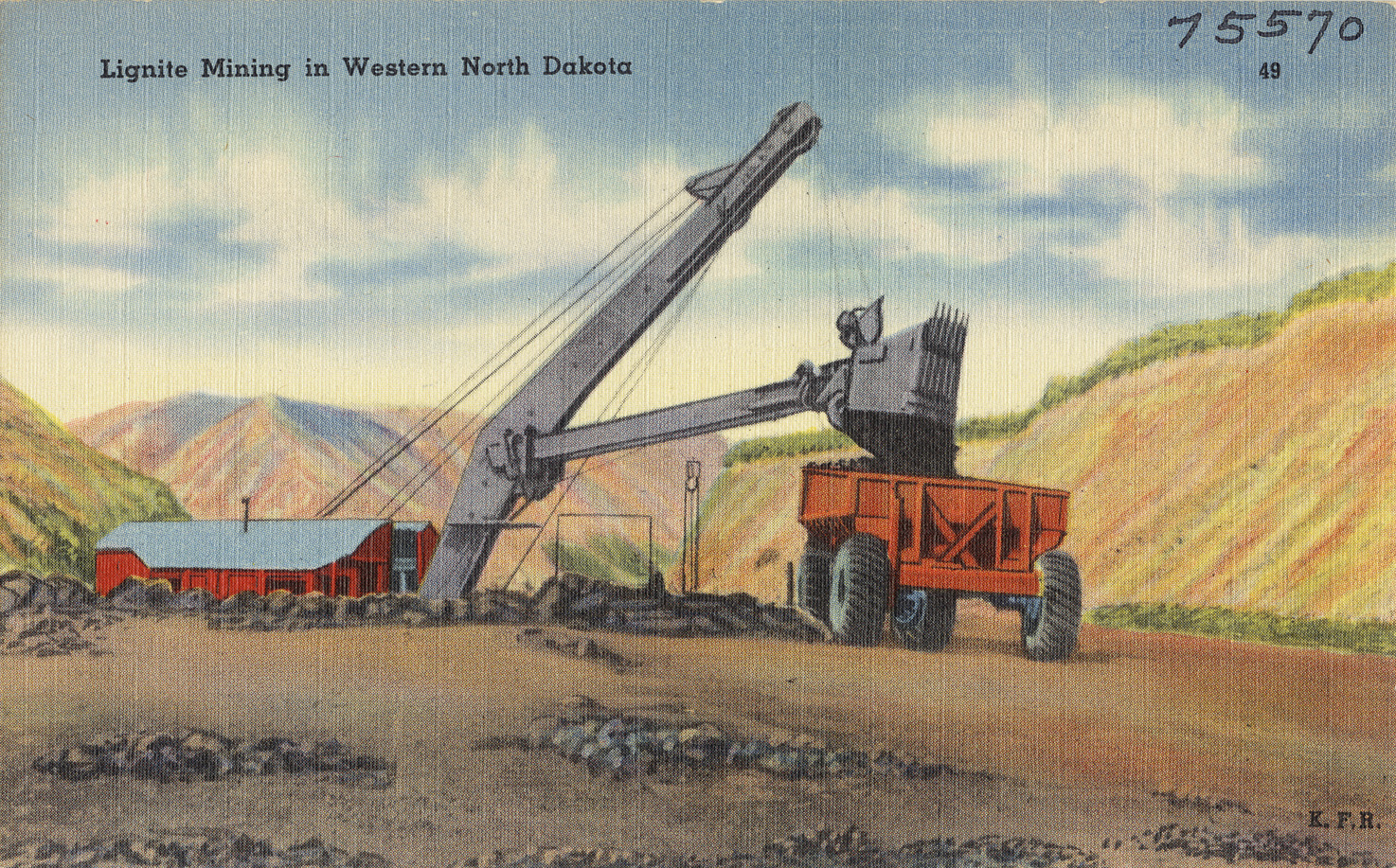
تعدين الفحم الحجري ، غرب داكوتا الشمالية ، الولايات المتحدة (حوالي 1945)

يتراوح محتوى الطاقة من الليغنيت من 10 إلى 20 ميغا جول / كيلوغرام (9-17 مليون وحدة حرارية للطن القصير ) على أساس رطب وخالي من المواد المعدنية. يبلغ متوسط محتوى الطاقة من اللجنيت المستهلك في الولايات المتحدة 15 MJ/kg (13 مليون وحدة حرارية بريطانية / للطن) ، على أساس ما تم استلامه (أي، يحتوي على كل من الرطوبة الكامنة والمواد المعدنية). يبلغ متوسط محتوى الطاقة من اللجنيت في فيكتوريا، أستراليا، 8.4 MJ/kg (7.3 مليون وحدة حرارية / طن).
يحتوي الليغنيت على نسبة عالية من المواد المتطايرة مما يجعل من الأسهل تحويله إلى منتجات غازية وبترولية سائلة من الفحم العالي المستوى، ويمكن أن يسبب محتواها العالي من الرطوبة والقابلية للاحتراق التلقائي مشاكل في النقل والتخزين. من المعروف الآن أن العمليات الفعالة التي تزيل الرطوبة الكامنة المقفلة داخل هيكل الفحم البني ستقلل من خطر الاحتراق التلقائي إلى نفس مستوى الفحم الأسود، وتحول القيمة الحرارية للفحم البني إلى وقود مكافئ للفحم الأسود ، وتقلل إلى حد كبير ملف تعريف انبعاثات الفحم البني «كثيف» إلى مستوى مماثل أو أفضل من معظم الفحم الأسود. ومع ذلك، فإن إزالة الرطوبة تزيد من تكلفة الوقود النهائي للغنيت.

## الاستخدامات

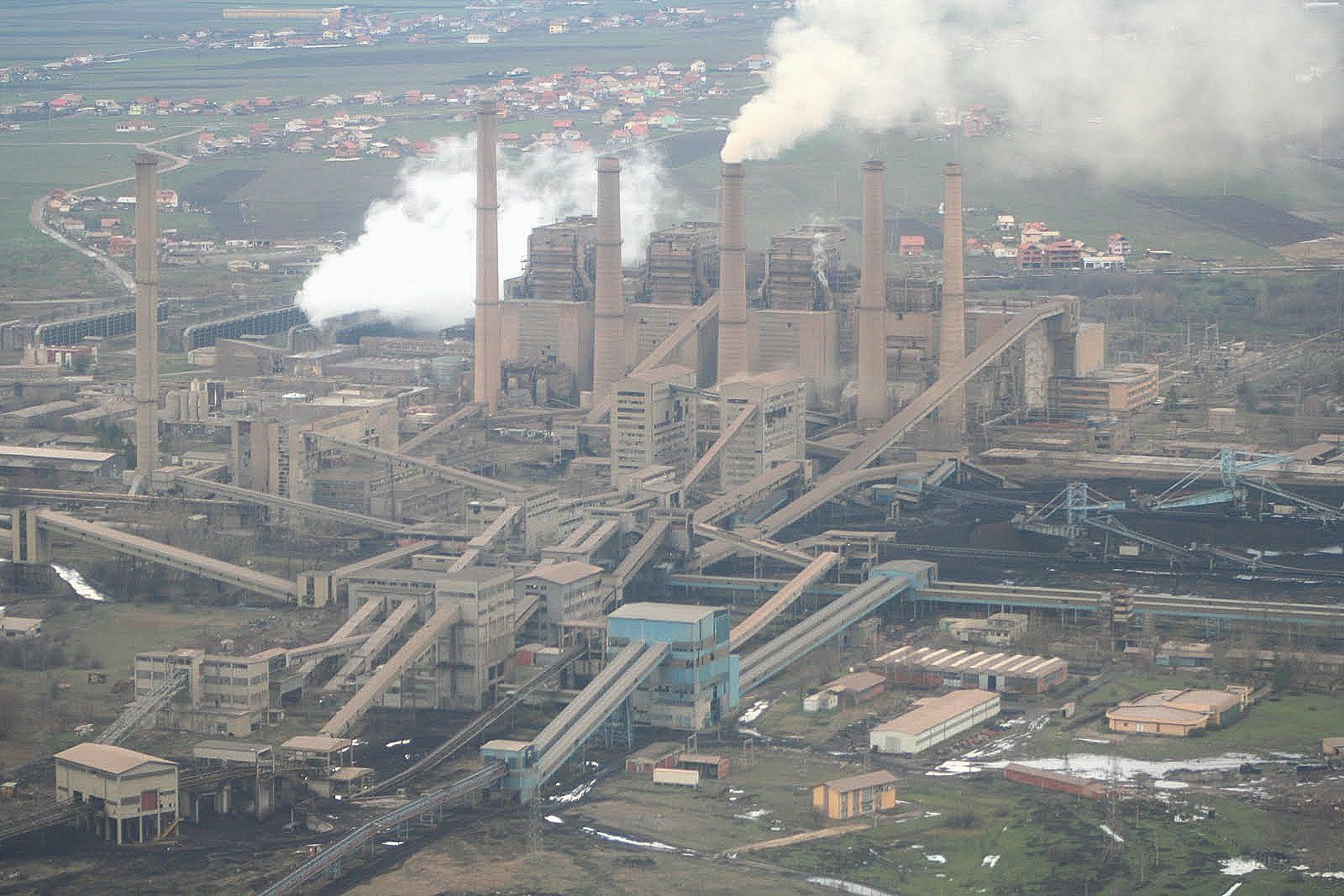
محطة كهرباء موبيل بالقرب من بريشتينا (كوسوفو) توفر الكهرباء للبلد بأكمله.

نظرًا لانخفاض كثافة الطاقة ومحتوى الرطوبة المرتفع بها، فإن الفحم البني غير فعال في النقل ولا يتم تداوله على نطاق واسع في السوق العالمية مقارنة بدرجات الفحم العالية. غالبًا ما يتم حرقه في محطات الطاقة بالقرب من المناجم، كما هو الحال في وادي لاتروب الأسترالي ومصنع مونتيسيلو في لومينانت في تكساس. وبسبب محتوى الرطوبة العالية الكامنة وانخفاض كثافة الطاقة في الفحم البني، فإن انبعاثات ثاني أكسيد الكربون الناتجة عن محطات الفحم البني تكون أعلى بكثير لكل ميغاواط من محطات الفحم الأسود المماثلة، المحطة الأعلى انبعاثاً في العالم هي محطة توليد الكهرباء 'خشب البندق'  حتى إغلاقها في مارس 2017. قد يكون تشغيل المحطات الفحم البني التقليدية، خاصةً مع التعدين السطحي، مثيرًا للجدل سياسيًا بسبب المخاوف البيئية.

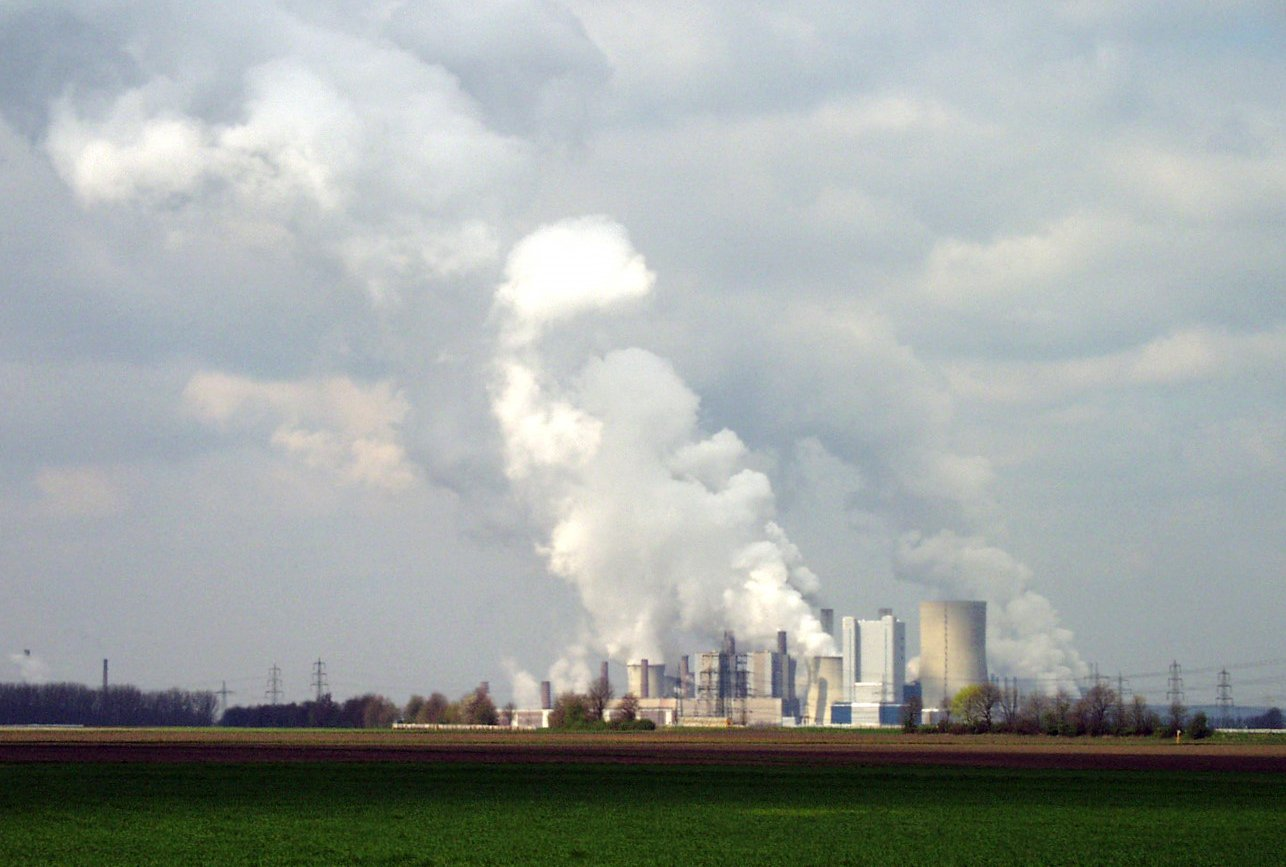
يحترق الدخان الأبيض محطة توليد الطاقة من الفحم الحجري بالقرب من كولونيا ، ويتكون من قطرات الماء المرئية الدقيقة وبخار الماء غير المرئي.

في عام 2014 ، جاء حوالي 12 في المائة من الطاقة في ألمانيا ، وعلى وجه التحديد، 27 في المائة من الكهرباء في ألمانيا من محطات توليد الطاقة من الفحم البني بينما في عام 2014 في اليونان ، قدم الفحم البني حوالي 50 في المائة من احتياجاته من الطاقة.
يمكن العثور على استخدام مفيد للفحم البني في استخدامه في زراعة وتوزيع ميكروبات االمكافحة الحيوية للآفات التي تكبح أمراض النبات التي تسببها الميكروبات. يثري الكربون المادة العضوية في التربة بينما توفر ميكروبات المكافحة البيولوجية بديلاً للمبيدات الكيميائية. يشكل التفاعل مع أمين رباعي منتجًا يسمى بالأمين اللجنيت المعالج (ATL) ، والذي يستخدم في طين الحفر لتقليل فقد السوائل أثناء الحفر.

## جيولوجيا

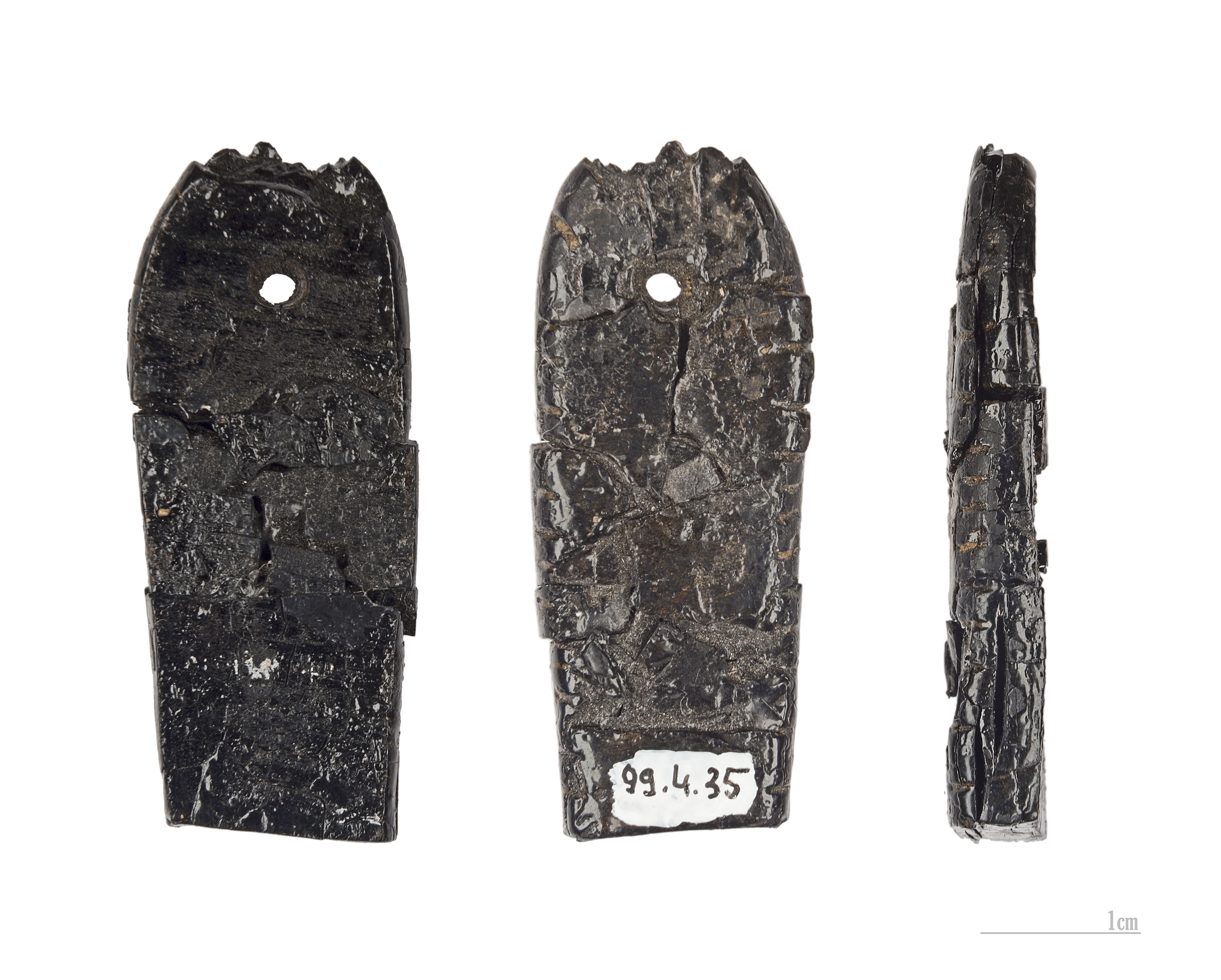
قلادة من اللجنيت (النفاثة) من ثقافة المجدلية

يبدأ الفحم البني بتراكم المواد النباتية المتحللة جزئيًا، أو الخث . يؤدي الدفن بواسطة الرواسب الأخرى إلى زيادة درجة الحرارة، اعتمادًا على التدرج الحراري الأرضي والتكتوني المحلي، وزيادة الضغط. هذا يسبب ضغط المواد وفقدان بعض الماء والمواد المتطايرة ( الميثان وثاني أكسيد الكربون في المقام الأول). تركز هذه العملية، التي تسمى بالتفحم الصخري ، على محتوى الكربون، وبالتالي المحتوى الحراري للمادة. يؤدي الدفن الأعمق بمرور الوقت إلى مزيد من طرد الرطوبة والمواد المتطايرة، مما يحول المادة في نهاية المطاف إلى معادن عالية الرتبة مثل الفحم القارى وأسفلت

## مصادر

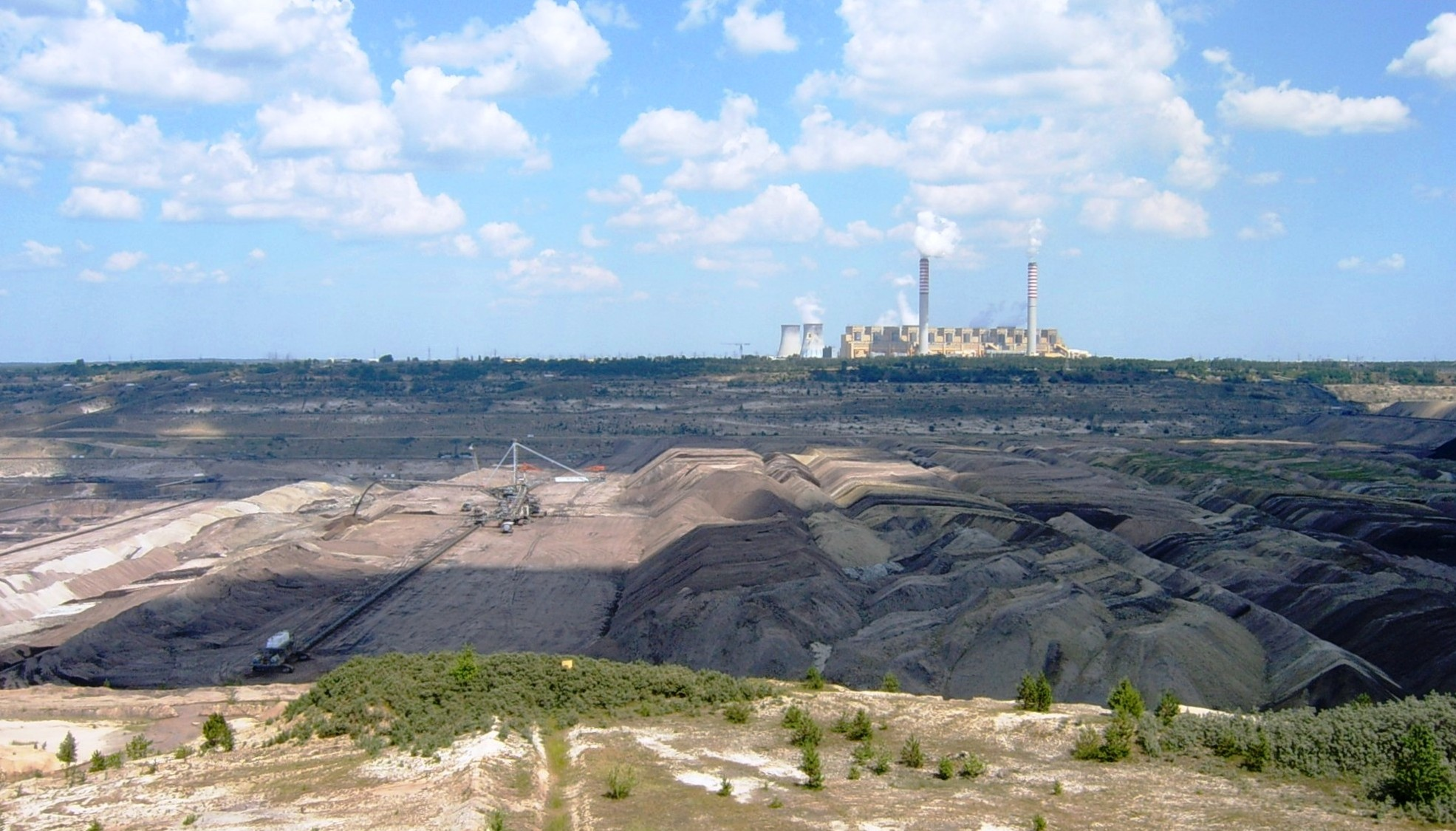
منجم Lignite بالقرب من محطة Bełchatów الحرارية.

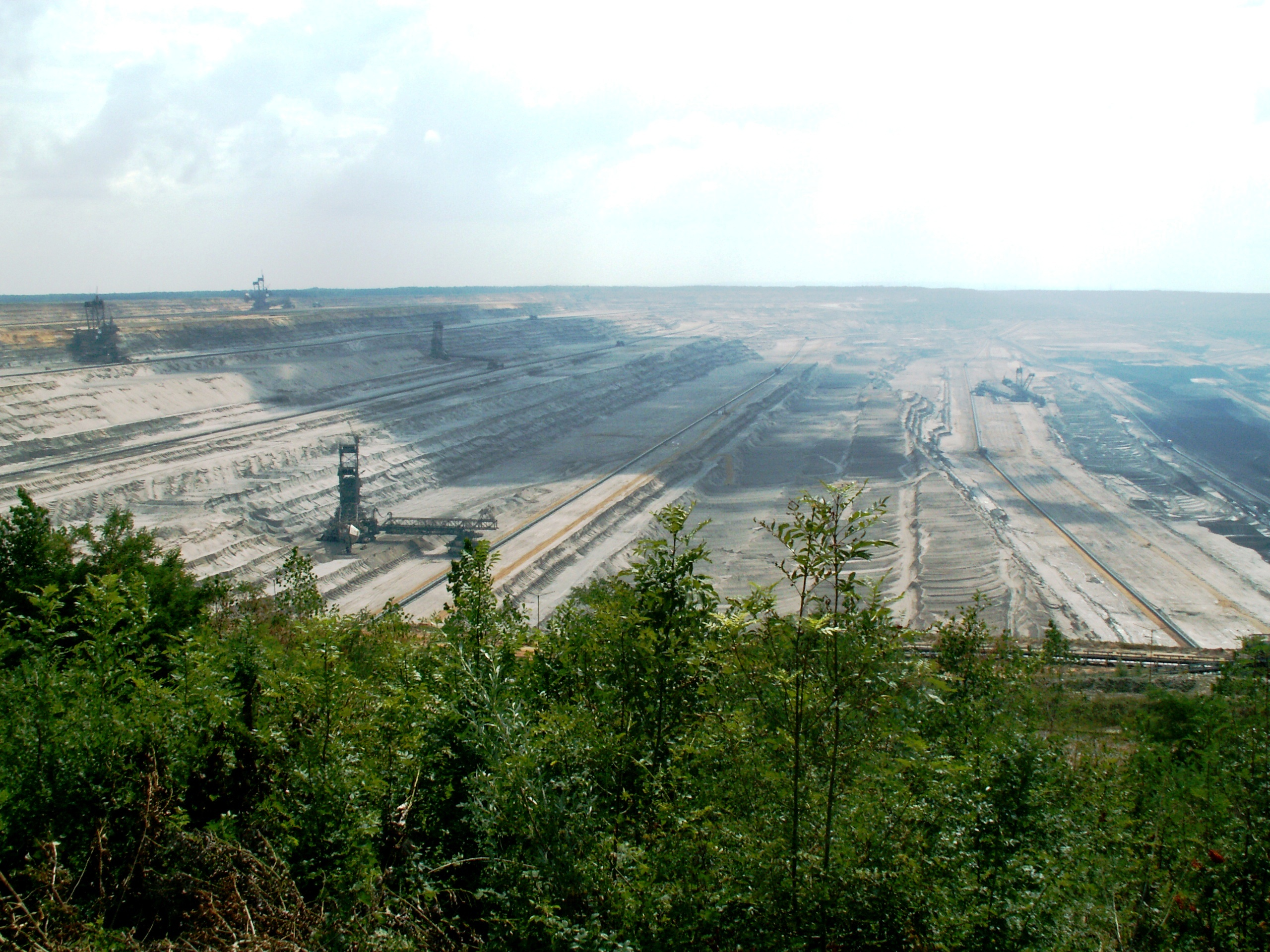
هامباخ ماين، ألمانيا.